# ناحیه چنگهای
چنگهای (به لاتین: Chenghai District) یک سکونتگاه مسکونی در جمهوری خلق چین است که در شانتو واقع شده‌است.